# Greta Thyssen
Greta Thyssen (født Grethe Karen Thygesen ; 30. marts 1927 – 6. januar 2018) var en dansk filmskuespillerinde og tidligere model, længe bosat i USA. Hun er født i Hareskovby , Danmark, og optrådte i film og tv-serier mellem 1956 og 1967.
Thyssen ankom til USA efter at have vundet Miss Danmark -kronen i 1951. Hun forsøgte at følge i fodsporene på de herskende blonde sexsymboler Marilyn Monroe og Jayne Mansfield ved at skabe en filmkarriere. Hun var Monroes dobbeltgænger i Bus Stop , og optrådte i Anklaget for mord , Terror er en mand , Three Blondes in His Life og Journey to the Seventh Planet .
Ud over sine optrædener i tv-serien Dragnet og Bachelor Father optrådte hun som Roxy Howard, hoved karakteren i Perry Mason- afsnittet, "The Case of the Nervous Accomplice". Thyssen optrådte også på Broadway i Pyjama Tops som afløser for June Wilkinson .
Thyssen huskes nok bedst for hendes optrædener i Three Stooges- filmene Quiz Whiz , Pies and Guys og Sappy Bull Fighters . I sit korte ophold med Stooges fik hun en fløde-tærte i ansigtet i den anden film. Fra 1956-1958 var Thyssen den originale Pirate Girl i gameshowet Treasure Hunt , og hjalp værten Jan Murray med at overrække præmier gemt i miniatureskattekister. Efter at have optrådt i den musikalske komedie Cottonpickin' Chickenpickers (1967), trak hun sig tilbage fra skuespil.

## Juridisk problem
Den 5. oktober 1953 blev Thyssen beordret deporteret fra USA for at have krænket sin besøgstilladelse på to måder: Tilladelsen var udløbet i marts 1953, og på trods af sin status som besøgende arbejdede hun med film og tv.
Thyssen var gift fire gange. Hendes fjerde ægteskab var med Theodore Guenther, med hvem hun fik datteren Genevieve Juliette Guenther.
Den 6. januar 2018 døde Thyssen af lungebetændelse i sit hjem på Manhattan, 90 år gammel.

### Filmografi
Spillefilm
- Bus Stop (1956) Monroe double
- Accused of Murder (1956)
- The Beast of Budapest (1958)
- Catch Me If You Can (1959)
- Shadows (1959)
- Terror Is a Man (1959)
- Three Blondes in His Life (1961)
- Journey to the Seventh Planet (1962)
- The Double-Barrelled Detective Story (1965)
- Cottonpickin' Chickenpickers (1967)

Kortfilm
- Quiz Whizz (1958)
- Pies and Guys (1958)
- Sappy Bull Fighters (1959)